# Carlos Enrique Áñez

Carlos Enrique Áñez Flores (Santa Cruz de la Sierra, 6 de julio de 1995) es un futbolista boliviano. Juega como defensa en Guabirá de la Primera División de Bolivia.

## Clubes
| Club              | País    | Año               |
| ----------------- | ------- | ----------------- |
| Oriente Petrolero | Bolivia | 2013 - 2019       |
| The Strongest     | Bolivia | 2020              |
| Wilstermann       | Bolivia | 2021 - 2022       |
| Royal Pari        | Bolivia | 2023              |
| Oriente Petrolero | Bolivia | 2024              |
| Guabirá           | Bolivia | 2025 - Actualidad |